# Vladimir Korotkov
Pour les articles homonymes, voir Korotkov.
Vladimir Viktorovitch Korotkov, né le 23 avril 1948 à Moscou (RSFR, URSS) et mort le 14 juin 2025, est un joueur  de tennis soviétique.

## Carrière
Vladimir Korotkov a remporté 3 titres du Grand Chelem en junior : Wimbledon 1965 et 1966 et Roland-Garros 1966.
Aux Jeux olympiques d'été de 1968, il participe au tournoi exhibition de tennis où il remporte la médaille de bronze en simple et en double et la médaille d'or en double mixte avec Zaiga Yanzone.
Joueur régulier de Coupe Davis, il a battu Andre Vatrican de Monaco sur le rare score de 6-0, 6-0, 6-0.

## Palmarès

### Titre en double mixte
| No | Date       | Nom et lieu du tournoi       | Catégorie     | Surface      | Partenaire    | Finalistes                       | Score    |          |
| -- | ---------- | ---------------------------- | ------------- | ------------ | ------------- | -------------------------------- | -------- | -------- |
| 1  | 28-10-1968 | Jeux olympiques d'été Mexico | J. olympiques | Terre (ext.) | Zaiga Yanzone | Peaches Bartkowicz · Ingo Buding | 7-5, 6-4 | Parcours |